# Rude boy

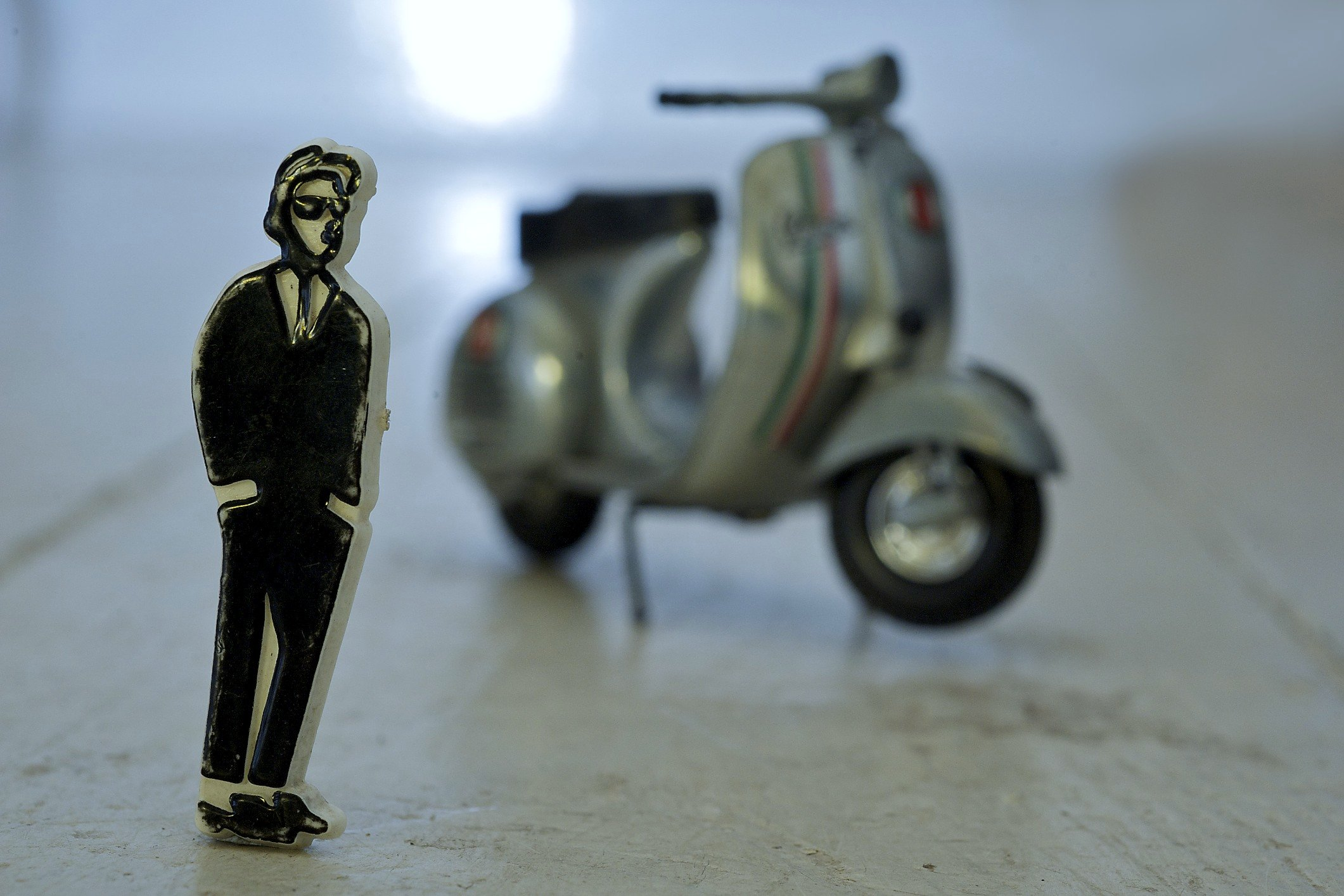
Rude boy

Rudeboy, rude boy, rudie lub rudy (a również w odniesieniu do kobiet – rude girl) – subkultura młodzieżowa powstała we wczesnych latach 60. XX wieku na Jamajce. Dosłownie oznacza bezczelnego, prostego [rude-] chłopaka [-boy], acz wizualnie rudeboys stylizowali się na gangsterów.
Subkultura ta jest mocno powiązana z muzyką ska, rocksteady oraz dancehall, early reggae/skinhead reggae. Pierwsi Rudeboys pochodzili prawdopodobnie z Kingston, stolicy Jamajki, gdzie ska oraz rocksteady należały do najbardziej popularnych form muzycznych. Dzięki jamajskim imigrantom w tych samych latach, subkultura rudeboys dotarła również do Europy (Wielka Brytania), gdzie z biegiem czasu, zapoczątkowała również ruch skinheads.
Rudeboys to subkultura, która ubiera się w garnitury, brogue i pork pie (charakterystyczne kapelusze), ich częstym dodatkiem są przyciemniane okulary, klasyczne kurtki „harringtonki” lub crombie.
Osobami, które rozpowszechniły ten ruch byli m.in. Desmond Dekker oraz Derrick Morgan, którzy nagrywali piosenki związane z ww. subkulturą oraz wszelcy inni muzycy ska lub soulowi.